# Porkuni
Koordinaten: 59° 11′ N, 26° 12′ O
Porkuni (deutsch Borckholm) ist ein Dorf (estnisch küla) in der estnischen Landgemeinde Tapa im Kreis Lääne-Viru (West-Wierland). Es hat 205 Einwohner (Stand 1. Juni 2006).

## Porkuni-See
Der Porkuni-See (Porkuni järv) liegt auf dem Höhenzug Pandivere, 107 Meter über dem Meeresspiegel. Er ist 41,5 Hektar groß und umfasst die vier Teile Suurjärv (36 Hektar), Aiajärv (ein Hektar), Iiri järv und Alumine järv (vier Hektar). Die größte Tiefe beträgt 6 m. Aus dem See speist sich der Fluss Valgejõgi, der in den Finnischen Meerbusen mündet. Bekannt ist der Porkuni-See für seine „schwimmenden Inseln.“
Berühmt wurde Porkuni als Schauplatz für eine der berühmtesten Legenden der estnischen Literatur: 1554, in der Zeit des Ordensmeisters Wolter von Plettenberg, ertränkten die Brüder von Barbara von Tisenhusen ihre Schwester wegen einer unstandesgemäßen Verbindung, die die Adlige mit dem bürgerlichen Schreiber Franz Bonnius eingegangen war, in einem Eisloch. Durch den Chronisten Balthasar Rüssow wurde die Geschichte 1578 überliefert. Den Stoff der unglücklichen Barbara von Tisenhusen griffen unter anderem Otto Wilhelm Masing, Friedrich Reinhold Kreutzwald, Marie Under, Aino Kallas, Johannes Barbarus und Maimu Berg in ihren literarischen Werken auf. 1969 wurde die Oper „Barbara von Tisenhusen“ von Eduard Tubin nach einem Libretto von Jaan Kross uraufgeführt.

## Bischofsburg Borckholm

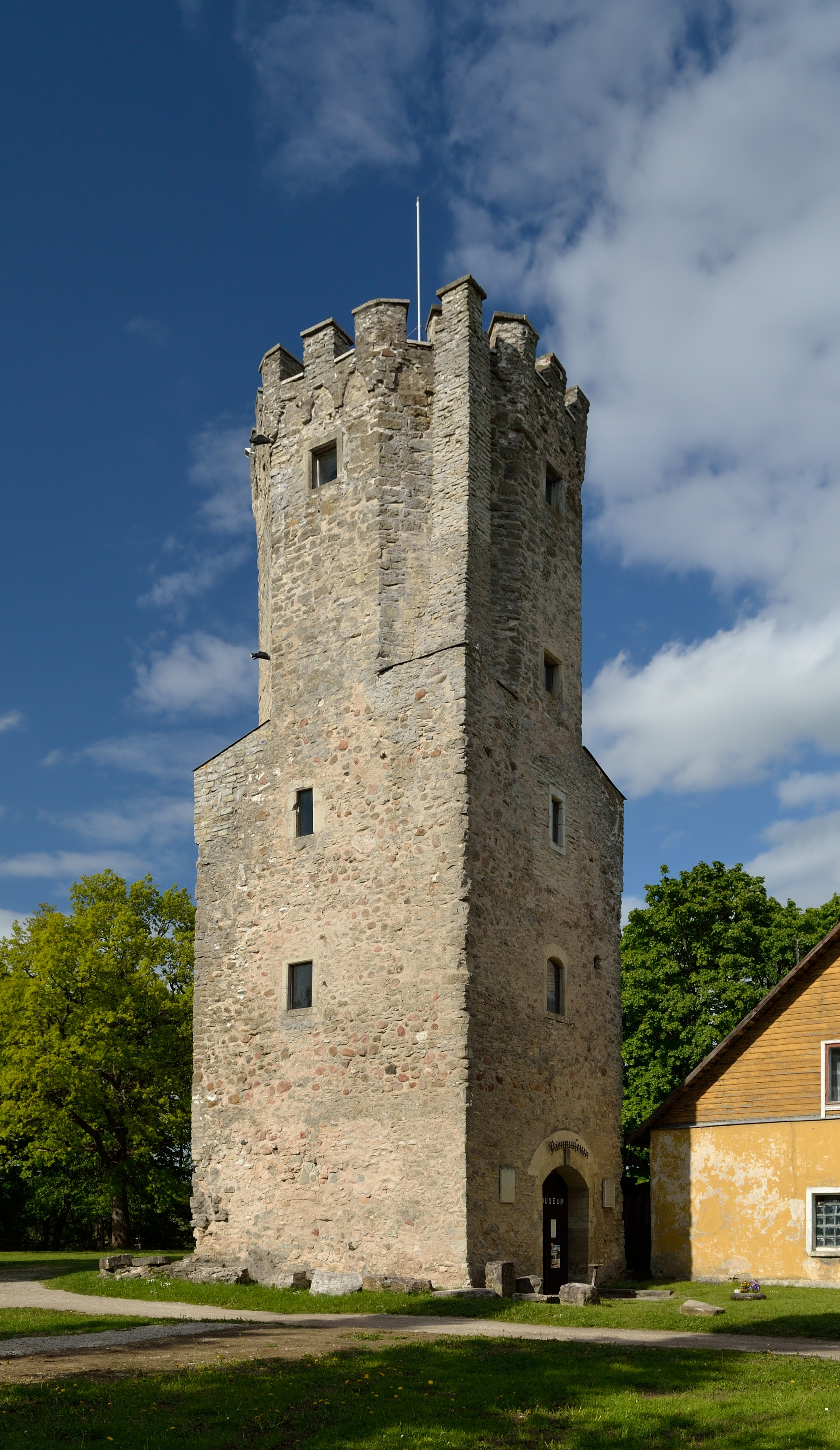
Hauptturm

Die Bischofsburg Borckholm wurde in den Jahren 1477 bis 1479 unter Simon von der Borch auf einer hügeligen Insel im See errichtet. Von Simon von der Borch stammt auch der Name des Ortes. Das Tafelgut gehörte dem Bischof von Tallinn und war eine bedeutende Festung in der Region Virumaa (Wierland). Die Burg war mit viereckigen Türmen geschützt. An der Südseite des Innenhofs stand eine kleine Kapelle.
Während des Livländisches Krieges wurde die Burg 1558 stark beschädigt. Sie verlor in der Folgezeit ihre militärische Bedeutung und verfiel. Im Friedensvertrag von Teusina im Mai 1596 verzichteten die Russen auf alle Rechte an der Festung.
Heute sind von der ehemaligen Burg nur noch die Fundamente und der Hauptturm erhalten. Er ist 21 m hoch. Der untere Teil ist viereckig, der obere achteckig. In ihm befindet sich ein kleines Museum, das der Geschichte, Zusammensetzung und Nutzung des Kalksteins in Estland gewidmet ist. Außerdem werden seltene Kalksteinfossile aus Estland präsentiert.

## Gutshaus Porkuni

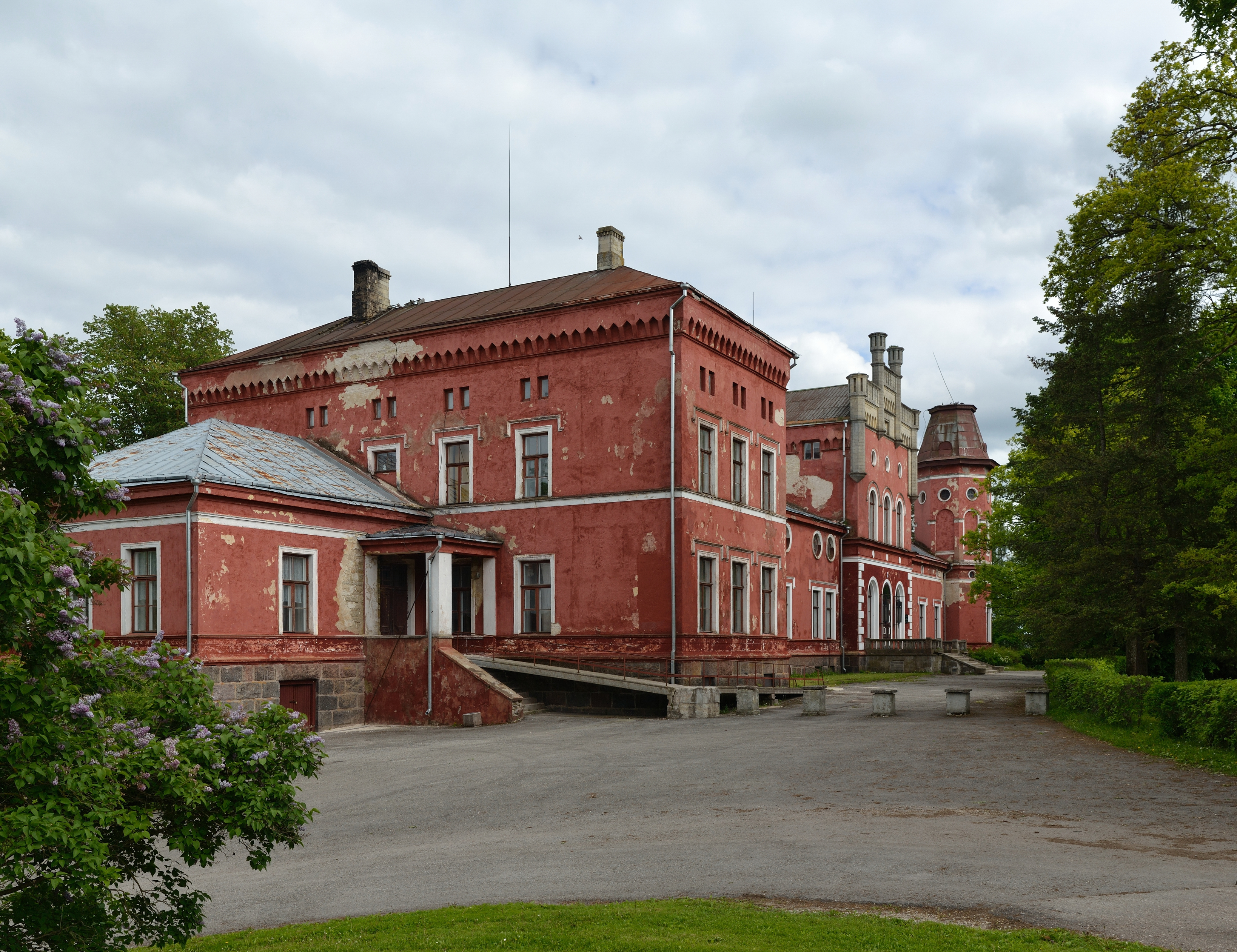
Gutshaus

Um die Burg entstand in der frühen Neuzeit das Landgut Porkuni. Es gehörte von 1628 bis 1799 der deutschbaltischen Adelsfamilie von Ti(e)senh(a)usen. 1835 kam es in das Eigentum der Familie von Essen. Das heutige Herrenhaus wurde zwischen 1870 und 1874 auf der Insel Küngassaar im Porkuni-See errichtet. Der Bau im neogotischen Stil versucht, sich an die Form der mittelalterlichen Festung anzulehnen. Von 1887 bis 1939 war das Gut im Besitz der Familie von Rennenkampff.
Im Foyer befinden sich eine historische gusseiserne Treppe in die oberen Stockwerke sowie ein repräsentativer Kachelofen im Jugendstil. Die Nebengebäude nahe dem Herrenhaus formen das Anwesen zu einem Wirtschaftshof. Etwas weiter entfernt am See befinden sich eine Wassermühle, Schuppen sowie die einstige Schnapsfabrik.
Heute beherbergt das Herrenhaus eine Internatsschule für gehörlose Kinder. Sie wurde 1924 gegründet, als die entsprechende Einrichtung von Vändra nach Porkuni umzog. 1953 bis 1955 wurde für die Schule ein zusätzliches Gebäude nach Plänen des Architekten Raul Levroit-Kivi errichtet. Ein Gedenkstein erinnert heute an den Gründer der estnischen Taubstummen-Pädagogik, Ernst Sokolovski, sowie an die Lehrer des Internats.

## Schlacht von Porkuni

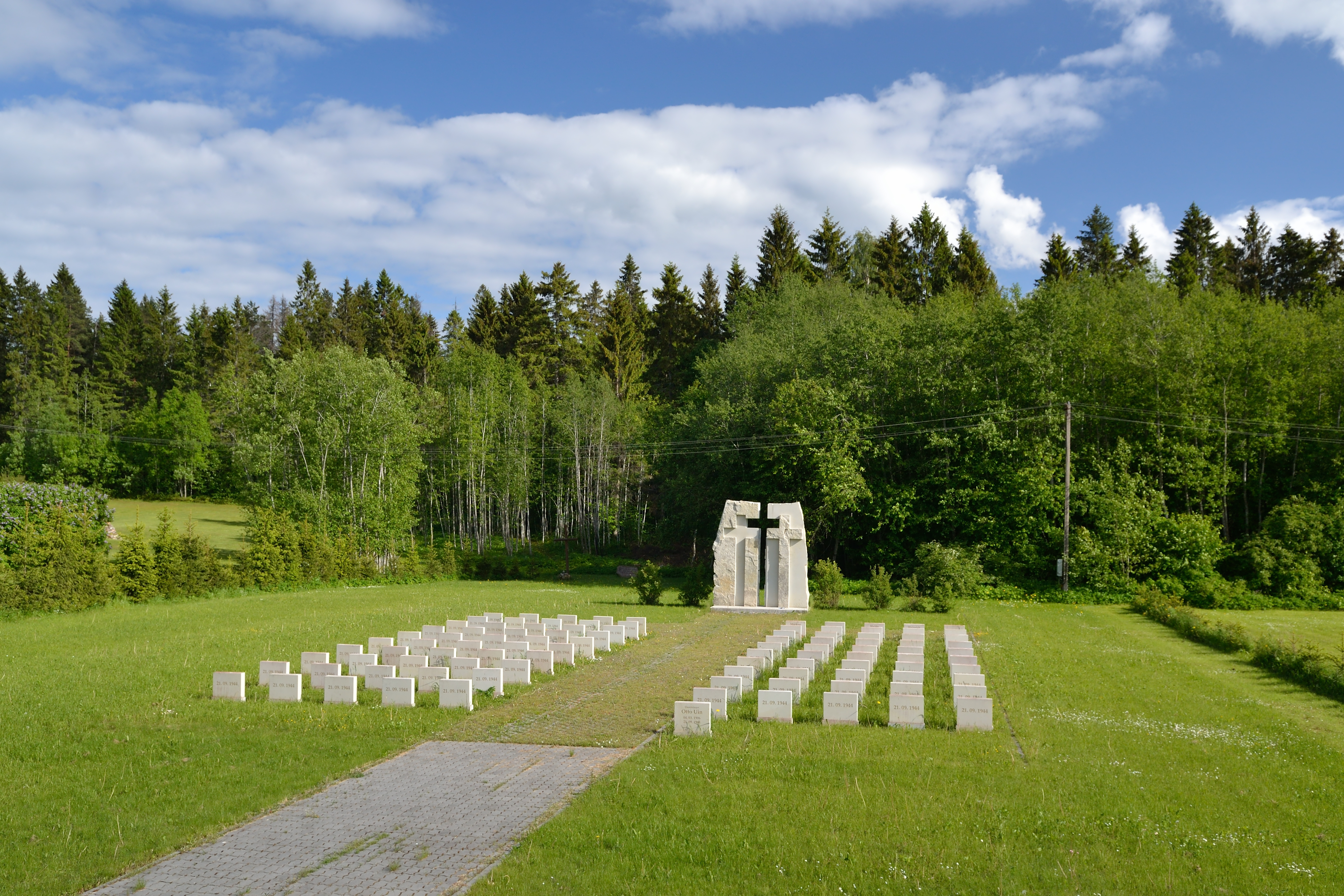

Während des Zweiten Weltkriegs erlangte der Ort traurige Berühmtheit durch die Schlacht von Porkuni (Porkuni lahing). Nach dem sich abzeichnenden Zusammenbruch der Front bei Narva zogen sich die deutschen Truppen sowie die auf deutscher Seite kämpfenden estnischen Soldaten am 18. September 1944 nach Westen zurück. Bereits am 17. September hatte die Rote Armee in einem Vorstoß den Fluss Emajõgi überquert und stieß schnell nach Norden vor.
Am 21. September 1944 kam es zwischen dem See von Porkuni und dem Dorf Sau(e)välja zu schweren Gefechten zwischen estnischen Einheiten in deutschen Uniformen und Esten, die auf sowjetischer Seite für die Rote Armee kämpften. Über 500 auf deutscher Seite kämpfende Esten kamen in der nur zweistündigen Schlacht ums Leben, 700 gerieten in Gefangenschaft. Die sowjetische Seite vermeldete etwa 1000 Verluste.